# Mahdistický Súdán
Mahdistický nebo Mahdího Súdán, respektive Mahdistický stát (arabsky الدولة المهدية‎, Al-Dawla al-Mahdiyah), případně Súdánská Mahdíja, někdy také Mahdího říše, byl africký stát na území dnešního Súdánu založený povstalci islámského nábožensko-politického hnutí během Mahdího povstání (1881–1899), kteří vedli svatou válku proti „nevěřícím“, zejména však proti územní správě Egyptského chedivství nad Súdánem se sídlem v hlavním městě Chartúmu. Dobytí hl. města bylo dosaženo 26. ledna 1885 a mahdistická vláda nad Súdánem se udržela do roku 1899, kdy byla vojensky potlačena spojenými britsko-egyptskými silami a na místo ní bylo ustanoveno Kondominium Anglo-egyptský Súdán.

## Historie

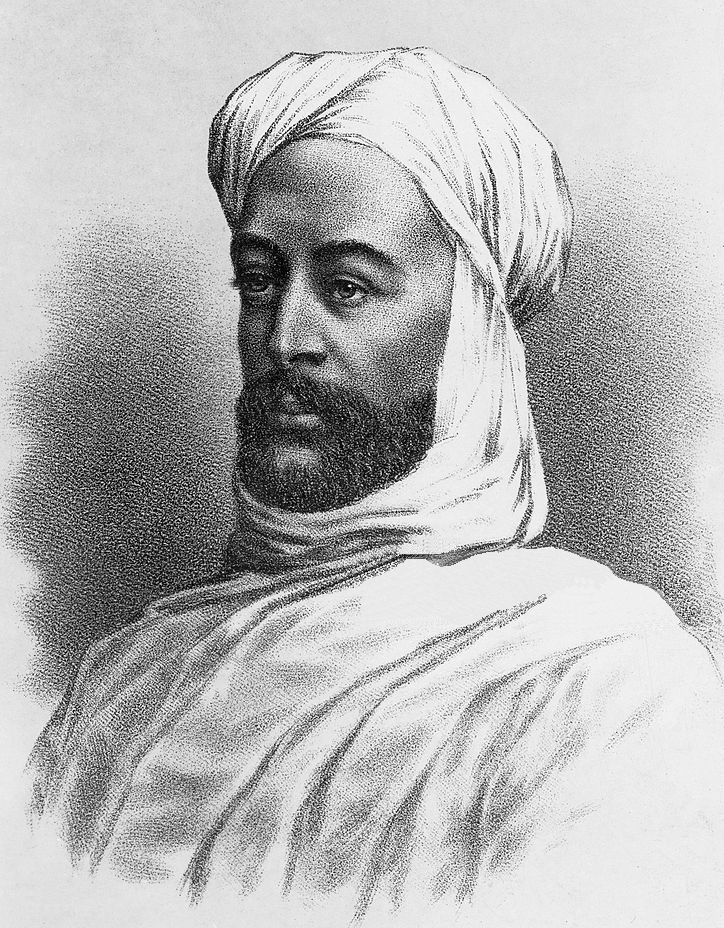
Muhammad Ahmad, který se prohlásil al-Mahdím

Od roku 1822 byla v Súdánu egyptská nadvláda. Samotný Egypt od 70. let 19. století začal prohlubovat svou závislost na Velké Británii (formálně byl součástí Osmanské říše). Britové usilovali o získání kontroly nad Horním Nilem, a tak se rozhodli obsadit místa egyptské správy v Súdánu svými občany. V té chvíli došlo k zesílení hnutí za obnovu samostatného Súdánu. Navíc v 70. letech 19. století evropské zásahy proti obchodům s otroky způsobily v Súdánu ekonomickou krizi, která tak urychlila vzestup mahdistických sil.
Do čela hnutí se postavil muslimský duchovní Muhammad Ahmad, který se v roce prohlásil „al-Mahdím“ (Spasitelem). Ve svém učení hlásal nutnost navrácení ke kořenům islámu, především rovnosti a čistotě. Vyhlásil svatou válku proti všem nevěřícím a rovněž špatným muslimům. Postavil vojsko z propuštěných otroků, vojenských zběhů, rolníků i nomádů a započal válku za sjednocení za sjednocení kmenů v západním a středním Súdánu. Jeho stoupenci si začali říkat arabsky „ansár“ (následovníci). Ústředím hnutí se stala horská provincie Kordofán v západní části země.

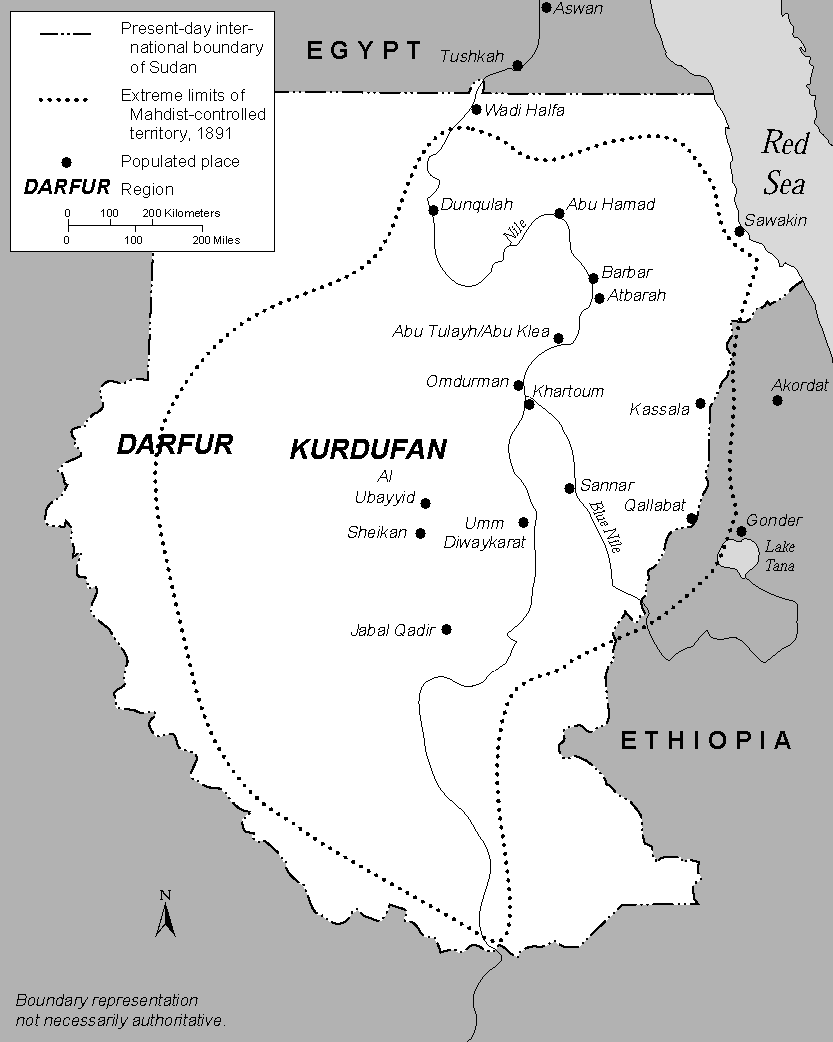
Tečkami vyznačené území Mahdího říše 1881–1898 v Súdánu

Mahdí využil poměrů panujících v Súdánu, osmansko-egyptského vykořisťování a korupce, samotné povstání se otevřeně rozhořelo v roce 1881, kdy došlo k protievropské revoltě i v Egyptě. V dalších dvou letech byli mahdisté relativně úspěšní, když zvítězili nad několika anglo-egyptskými vojenskými expedicemi. V roce 1884 se novým súdánským generálním guvernérem stal Charles George Gordon, který vyhlásil oddělení Súdánu od Egypta a Mahdího uznal jako sultána Kordofánu. Tím však nedošlo k ukončení povstání. Nacionalistické povstání vyústilo až v pád Chartúmu 26. ledna 1885. Prozatímní egyptský guvernér Súdánu, britský generálmajor Charles George Gordon (tehdy bylo běžné, že egyptským vojskům veleli zkušení evropští žoldnéři a dobrodruzi) a mnozí z obyvatel padesátitisícového Chartúmu byli zavražděni, zabiti byli všichni Angličané a Gordonovi byla uťata hlava. Evropští i egyptští úředníci byli vyhnáni ze země a mahdí se stal pánem většiny Súdánu.

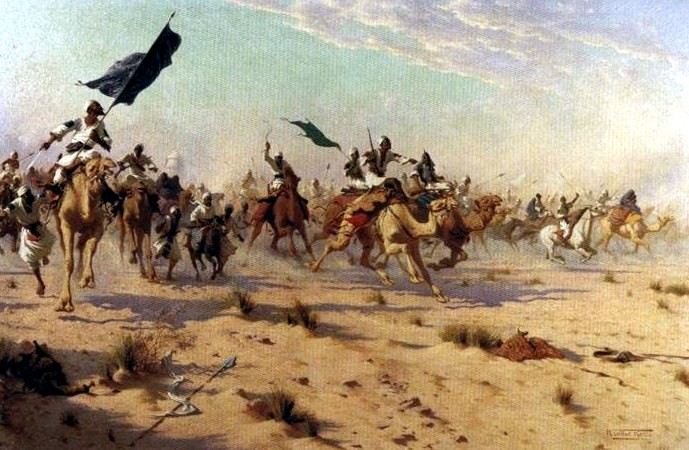
Súdánské jezdectvo v bitvě u Omdurmánu

Mahdí vytvořil velkou říši, která měla charakter vojensko-teokratické diktatury. Toto panství poměrně dlouho odolávalo snahám o podmanění. Až po smrti Mahdího, když se stal jeho nástupcem chalífa Abdalláh, se začal osud říše blížit ke svému konci. Mahdí zemřel v červnu 1885 a jeho nástupce chalífa Abdalláh započal s expanzí súdánského území směrem do Etiopie. Britové se rozhodli požádat Etiopii o pomoc proti mahdistickým vojskům i asistenci při evakuaci Egypťanů a Evropanů ze Súdánu, za což etiopskému císaři Yohannisovi IV. nabídli volný obchod v britských državách a územní ústupky. Císař nabídku přijal a zahájil operace proti Súdánu. Britové zahájili blokádu, která způsobila nedostatek potravin a zboží, stejně jako sílící vnitřní mezikmenové konflikty.
V roce 1898 byly do Súdánu vyslány britsko-egyptské sbory vedené lordem Kitchenerem, které 2. září u Omdurmánu rozdrtily súdánskou kavalerii. Mahdistická jízda vyzbrojená kopími neměla šanci proti britské výzbroji s kulomety. Zbylé síly se stáhly do Kordofánu, kde byly definitivně poraženy 24. listopadu 1899 a došlo k zániku říše. Ve střetu byl zabit také chalífa Abdulláh. Toho roku Egypt a Velká Británie podepsali Dohodu o kondominiu; Súdán se stal kondominiem pod anglo-egyptskou správou již v hranicích současného Súdánu.

## Související
- Dějiny Súdánu
- Mahdího povstání